# Pterolophia perakana
Pterolophia perakana là một loài bọ cánh cứng trong họ Cerambycidae.